# Филип Јерговић
Филип Јерговић је био министар финансија Краљевине Црне Горе од септембра 1910. до јуна 1912. године, наследио га је Секула Дрљевић, а министар унутрашњих послова Краљевине Црне Горе од 30. августа 1910. до 1. септембра 1910. године, кога је наследио Марко Ђукановић и министар просвете Краљевине Црне Горе од 14. августа до 23. августа 1911. године, а наследио га је Мило Дожић, за време 2., 3. и 4. владе Лазара Томановића. Школовао се у Загребу и Бечу.